# Monkey Wrench
«Monkey Wrench» (укр. Англійський ключ) — перший сингл з альбому рок-гурту Foo Fighters The Colour and the Shape, що вийшов 1997 року.

## Про пісню
Швидка та гучна пісня «Monkey Wrench» (укр. Англійський ключ) стала другою на платівці The Colour and the Shape. Вона була натхнена невдалим шлюбом Дейва Ґрола. «Я завжди був в клітці, але тепер я вільний», «Краще я піду, аніж продовжуватиму страждати» — співає головний герой, намагаючись розірвати стосунки, приречені на невдачу. Музична складова пісні була близькою до панк-року, нагадуючи творчість гуртів Biffy Clyro, Ash або Hüsker Dü.
«Monkey Wrench» стала однією з трьох пісень з альбому, що вийшли як сингли. Бі-сайдом до неї стала пісня «The Colour and the Shape», яка не увійшла до однойменного альбому. Сингл «Monkey Wrench» вийшов у квітні 1997 року. Лейбл наполягав на тому, щоб першою опублікувати пісню «Everlong», але Дейв Ґрол відмовився на користь швидшої та потужнішої композиції, яка б не загубилася поміж ґранджових радіохітів. Співак описував власні стосунки з колишньою дружиною, почуваючись «ніби мавпа в клітці». «Monkey Wrench» досягла дев'ятого місця в національному хіт-параді синглів.
Відеокліп на пісню зняв сам Дейв Ґрол. За сюжетом четверо музикантів Foo Fighters, включаючи нового барабанщика Тейлора Гокінса, грають у кімнаті готелю, а за ними у шпарину підглядають їхні двійники, врешті решт займаючи їхні місця. У 1997 році кліп «Monkey Wrench» змагався за перемогу в премії MTV Video Music Award у номінаціях «Найкраще рок-відео» та «Найкраще альтернативне відео», поступившись відео Aerosmith («Falling In Love (Is Hard On The Knees)») та Sublime («What I Got»).